# 敬妃
敬妃，古代中国、越南妃封号。

## 被封敬妃者

### 中國
- 明代敬妃

1. 张敬妃，明仁宗妃。
2. 曹氏，追封敬妃，明宣宗妃嫔。
3. 刘敬妃，明英宗妃。
4. 王敬妃，明宪宗妃。
5. 文贵妃，曾封敬妃，明世宗妃。
6. 庄敬妃，明穆宗妃。
7. 孝敬太后，曾封敬妃，明神宗妃，永历帝祖母。
8. 冯氏，尊封敬妃，明光宗妃嫔。

### 越南
- 阮主敬妃

1. 孝明皇后宋氏特，阮顯宗夫人，武王阮福濶追尊為慈惠恭淑懿德敬妃
2. 敬妃阮氏蘭，阮顯宗妃嬪